# Грушево (Могилёвская область)
Грушево (бел. Грушава) — посёлок в Кричевском районе Могилёвской области Белоруссии. Входит в состав Костюшковичского сельсовета.

## География
Посёлок находится в северо-восточной части Могилёвской области, в пределах Оршанско-Могилёвской равнины, к югу от железнодорожной линии Могилёв — Рославль, к востоку от реки Добрости, на расстоянии примерно 4 километров (по прямой) к западу от Кричева, административного центра района. Абсолютная высота — 174 метра над уровнем моря.
Климат посёлка характеризуется как влажный континентальный (Dfb в классификации климатов Кёппена).

## Население
По данным переписи 2009 года, в посёлке проживало 26 человек.